# Sequoyah
George Guess, més conegut per l'anglicització del seu nom indi Sequoyah (ᏍᏏᏉᏱ 1760-1843), membre de la comunitat cherokee (o tsalagi) a l'actual estat estatunidenc d'Arkansas i inventor del sil·labari cherokee. Dues espècies de sequoies van rebre aquest nom en el seu honor: La Sequoia vermella i Sequoia sempervirens.
Va néixer el 1760. Es diu que el seu pare era un comerciant d'origen europeu. Tanmateix, Sequoyah mai va aprendre altra llengua que la seva llengua materna cherokee. Essent jove es va fer argenter, professió que el va moure a crear algun sistema per tal de registrar els deutes dels seus clients. Inicialment va fer petits retrats de cadascun dels clients, afegint al costat cercles i línies per tal de representar les diferents sumes de diners. Però aquest sistema es va mostrar massa complicat i cap a l'any 1810 li va venir al cap la idea de construir un sistema d'escriptura propi per a la llengua cherokee.
Ja de temps, Sequoyah s'havia fixat amb admiració en els escrits dels rostres pàlids i com aquests eren plenament capaços de comunicar-se per mitjà dels seus fulls parlants. "Per què no podien fer el mateix els cherokee?" D'aquesta manera, Sequoyah va començar a treballar en el seu gran projecte de dotar el poble cherokee d'un sistema d'escriptura. El projecte era especialment ambiciós si es té en compte que Sequoyah no posseïa ni els coneixement acadèmics més bàsics. Inicialment va començar a dibuixar petites imatges, però es va mostrar un sistema que requeria massa esforços. Posteriorment va començar a crear un signe per a cada paraula cherokee, però després de crear milers d'ideogrames sense veure el final de la tasca, va abandonar. Finalment, l'analfabet Sequoyah va arribar per ell mateix a la conclusió que cada paraula cherokee està formada per un petit nombre de síl·labes. Inspirant-se en unes beceroles angleses que li havia donat un mestre, va crear dos-cents diferents símbols que posteriorment va reduir a 85, suficients per escriure les diferents síl·labes de la llengua cherokee, ja que totes tenen la mateixa estructura: consonant + vocal. Alguns signes els va copiar de les lletres llatines, per exemple la Ꭰ que esdevé la síl·laba [a], la Ꮟ per a la síl·laba [si] o la xifra Ꮞ que esdevé la síl·laba [se]. Altres signes, en canvi, els va desenvolupar a partir de lletres llatines (per exemple afegint-hi traços, com a la lletra Ꭶ), mentre que, finalment, altres neixen exclusivament de la seva imaginació.
El sil·labari de Sequoyah va ser enllestit i publicat l'any 1821. Al cap de poc gairebé tots els cherokee van començar a dominar el nou sistema. Es va comprar una impremta, es van gravar peces de metall amb els nous caràcters i en poc temps van començar a aparèixer revistes i llibres en llengua cherokee.
Sequoyah va guanyar, pel seu treball, una medalla honorífica que sempre duia a sobre. A la vellesa es va dedicar a la política, preocupat especialment per la unió dels diferents clans cherokee.
Va morir el 1843 essent un honorable membre de la seva comunitat. Es diu que va morir en una expedició fracassada a Mèxic per tal de retrobar cherokee emigrats.